# Simplenote
Simplenote est une application de prise de notes compatible Markdown. Accessible avec la plupart des navigateurs Web, il existe pour Android, Linux, Windows, iOS et macOS.
Simplenote dispose d'une API publique, permettant d'avoir d'autres clients non officiels : le widget macOS Dashboard DashNote ; nvPY, un client Simplenote multiplateforme ; entre autres. De plus, le programme macOS Notational Velocity et l'utilitaire Windows ResophNotes peuvent également se synchroniser avec Simplenote,.

## Histoire
Simplenote a été initialement développé par Simperium en 2008.
Simplenote Premium est annoncé le 23 novembre 2009. L'abonnement supprime les publicités et ajoute des fonctionnalités tels que la synchronisation avec Dropbox.
Automattic acquiert Simperium et Simplenote le 24 janvier 2013. En septembre, une version Android est publiée par Automattic . L'application est relancée avec une suspension du service premium et la suppression des publicités pour tous les utilisateurs,.
En mai 2016, une version officielle pour Linux pour Simplenote est publiée.
Le code des applications Android, Electron, iOS et macOS Simplenote est rendu open source en août 2016, rendant toutes les applications client open source,.

## Réception
L'application a été critiquée par Mac Life, passée en revue dans le livre Lifehacker: The Guide to Working Smarter, Faster, and Better, et abordée dans le livre The Business of iPhone and iPad App Development.